# Distretto di Gijduvon
Il distretto di Gijduvon (usbeco G`ijduvon) è uno degli 11 distretti della Regione di Bukhara, in Uzbekistan. Il capoluogo è Gijduvon.
| Controllo di autorità | VIAF (EN) 112147662828260550028 |